# キャスリーン・ヨーク
キャスリーン・ヨーク（Kathleen York）は、アメリカ合衆国出身の女優である。

## 出演作品

### テレビ
- スリーピー・ホロウ
- CSI:ニューヨーク
- CSI:マイアミ
- CSI:科学捜査班
- クライアント・リスト
- ボディ・オブ・プルーフ 死体の証言
- CHASE/逃亡者を追え!
- ザ・グレイズ 〜フロリダ殺人事件簿
- NCIS 〜ネイビー犯罪捜査班（ステファニー）
- SHARK カリスマ敏腕検察官
- Dr.HOUSE
- ゴースト 〜天国からのささやき
- デスパレートな妻たち（モニーク）
- サブライム　-白衣に潜む狂気-
- ザ・ホワイトハウス（アンディー・ワイアット下院議員）
- The O.C.（ルネ・ウィーラー）
- ラリーのミッドライフ★クライシス
- リベンジ　闇の処刑人
- ザ・プラクティス ボストン弁護士ファイル
- マーダー・ワン

### 映画
- DMZ 38
- 水曜日に抱かれる女
- ワイルドハート/彼女は空を翔けた
- フラッシュバック
- チェッキング・アウト
- チキンハート・ブルース
- アラモ2
- スーパークロス/勝利のデッド・ヒート
- ロバート・ミッチャム/男たちの勲章
- アメリカ万才